# Onagrodes
Onagrodes is een geslacht van vlinders van de familie spanners (Geometridae), uit de onderfamilie Larentiinae.

## Soorten
- O. barbarula Prout, 1958
- O. eucineta Prout, 1958
- O. obscurata Warren, 1896
- O. oosyndica Prout, 1958
- O. recuva Warren, 1907
- O. victoria Prout, 1958